# عطش (فیلم ۲۰۰۹)
عطش (کره‌ای: 박쥐) فیلمی کره‌ای در ژانر ترسناک به کارگردانی پارک چان-ووک است که در سال ۲۰۰۹ منتشر شد. فیلم‌نامه این فیلم توسط چان-ووک و جونگ سو-کیونگ بر اساس رمان فرانسوی ترز راکن (۱۸۶۷)، به قلم امیل زولا به رشته تحریر درآمده است. از بازیگران آن می‌توان به سونگ کانگ هو، کیم اوک-بین، شین ها کیون، و اریک ابوآنی اشاره کرد. این فیلم برنده جایزه هیئت داوران جشنواره فیلم کن ۲۰۰۹ شد.

## بازیگران
- سونگ کانگ هو
- کیم اوک بین
- شین ها کیون
- اریک ابوآنی
- او دال سون
- پارک این هاون